# Лијановерги
Лијановерги (грч. Λιανοβέργι) је насељено место у општини Александрија у периферији Средишња Македонија, Грчка. Према попису из 2021. године било је 1.345 становника.
Насеље је 1913. године имало 297 житеља Грка. Двадесетих година 20. века насељена је 31 грчка избегличка породица, укупно 143 особе. На попису из 1928. године Лијановерги је имао 525 становника.